# 吉米·弗洛伊德·哈塞尔巴因克
耶雷尔·“吉米”·弗洛伊德·哈塞尔巴因克（荷蘭語：Jerrel 'Jimmy' Floyd Hasselbaink；1972年3月27日—）是一名前荷蘭職業足球員，曾代表荷蘭國家隊。在2008年夏季不獲效力的英冠球會卡迪夫城續約，9月15日宣佈退役，哈索賓基在英超共射入128球。退役後擔任教練工作，於2013/14球季擔任比乙球會安特卫普的領隊，於取得第七位後離隊謀求返回英格蘭執教，前英格蘭足球冠軍聯賽球會女王公园巡游者領隊。

## 生平
哈索賓基早年出身於荷蘭一些小型球會，曾在葡萄牙聯賽效力多年。至1997年哈索賓基轉到英超加盟英超球會列斯聯，曾協助球會打入聯賽前列。
兩季後哈索賓基轉投西甲球會馬德里體育會。這次轉會是哈索賓基職業生涯的最低潮，因為第一年球會正要面臨降班威脅，加上球會大亂，最後導致降級。哈索賓基最後只好於2000年重返英超加盟車路士。
效力車路士期間哈索賓基表現相當突出。入球能力高超的哈索賓基，曾一度成為兩屆英超神射手（1998/99及2000/01）。當時哈索賓基還是球會入球量最多的球員之一。
哈索賓基當時表現突出，獲得英超神射手等個人獎項。惟自球會由俄羅斯億萬富翁阿巴莫域治收購，球會實力大幅提升；而這時哈索賓基年事已高狀態下滑，正選地位不保。最後於2004年轉投米杜士堡，再轉到查爾頓。
效力查爾頓僅一個球季因球隊降級，哈索賓基被球會解約放棄。於2007-08球季展開後加盟卡迪夫城，簽約一年。加盟首季，卡迪夫城自1927年奪冠後首次晉身英格蘭足總盃，但哈索賓基的重要性不及隊中主力，球季結束後他继续讨要续约合同时遭到拒绝，并就此退役
2011年7月21日，哈索賓基加盟英冠球會诺丁汉森林為一隊教練，與同時新加盟領隊史提夫·麥卡倫繼米杜士堡後再次合作。
2013年1月2日，哈索賓基離開诺丁汉森林一隊教練職位。
2013年5月29日，比利時足球乙級聯賽球會安特卫普任命哈索賓基為領隊，合約為期一年。

## 家庭
哈索賓基的哥哥卡路士·哈索賓基（Carlos Hasselbaink）同樣是一名足球員，曾效力荷甲球隊AZ阿爾克馬爾及德國的小型球會，現已退役。

## 榮譽
- 英超神射手：1998-99、2000-01。